# 強襲機甲部隊 攻撃ヘリコプター戦記
『強襲機甲部隊 攻撃ヘリコプター戦記』（きょうしゅうきこうぶたい こうげきヘリコプターせんき）は、2004年9月30日にタイトーから発売されたPlayStation 2専用ソフト。2005年8月4日にはTaito Best版も出ている。アスクが開発。このゲームはアスクが、アメリカで『Threat Con Delta』と言うタイトルで、Metro 3Dにより、初公開され、Metro 3Dから2003年11月にアメリカで発売する予定であったが、発売はキャンセルとなった。2004年にタイトーにより、日本で発売された事により、日本でのみの発売となった。

## ストーリー
世界で暗躍するテロリスト。その活動を阻止するため、ヘリコプター部隊のパイロットの一人としてテロリストに立ち向かう。

## 登場機体
- AH-1W スーパーコブラ
- AH-64 アパッチ
- AH-64D アパッチ・ロングボウ
- ハボック
- ハインド
- ホーカム

隠し機体
- RAH-66 コマンチ
- ティーガー

## ステージ
ステージは以下の6つの部隊のいずれかに所属し、各地で暗躍するテロリストと戦うことになる。

### レオンベルガー部隊
アメリカ大陸を担当。テロ集団の壊滅を目的とする。

### シルバー空挺部隊
アフリカ大陸を担当。

### クーンハウンド部隊
ヨーロッパを担当。テロ組織「赤い嵐」の壊滅を目的とする。

### ワイマラナー部隊
中東を担当。

### ソード部隊
シベリアを担当。

### シュナウザー部隊
東南アジアを担当。テロ組織「Kauri Family」の壊滅を目的とする。